# Зуев, Дмитрий Дмитриевич (издатель)
Дмитрий Дмитриевич Зуев (1926—2013) — советский и российский издатель, педагог. Заслуженный учитель школы РСФСР. Член-корреспондент отделения общего среднего образования Российской академии образования (с 1992).

## Биография
Родился в семье военного Д. Д. Зуева, который был расстрелян в 1931 году как «враг народа». До 15 лет Дмитрий воспитывался в семье Александры Головачёвой.
После окончания семилетней школы с отличием, в 1941 году блестяще сдал экзамены в Ленинграде в артиллерийскую спецшколу, но не был принят из-за репрессированного отца. В августе 1941 года поступил в ленинградское ремесленное училище № 37. В 1942 году начал работать на авиационном заводе и в марте 1943 года был эвакуирован из блокадного Ленинграда. В сентябре 1943 года слесарь-сборщик Дмитрий Зуев стал мастером производственного обучения ФЗО № 20 г. Куйбышева. В 1945 году стал 2-м секретарём райкома комсомола в Куйбышеве; затем — 1-й секретарь Борского райкома комсомола Куйбышевской области. Был принят в партию.
В 1949 году окончил Высшую партийную школу с дипломом с отличием. Зуева знали как способного руководителя райкома комсомола, активиста и отличника учёбы. Но он никогда не скрывал своего дворянского происхождения и через две недели после окончания экзаменов, на которых его безуспешно пытались завалить ему разъяснили: «Сын врага народа не имеет права работать в органах, но!…» Борская районная партийная организация берёт его на поруки. Зуев был также исключён из Куйбышевского педагогического института, где учился параллельно с партийной школой. Он был назначен заместителем заведующего отделом школ и вузов Куйбышевского обкома, но вскоре ушёл из обкома и семь лет работал учителем сельской школы и медицинского училища, был культпросветработником. В это время он учился на заочном отделении исторического факультета МГУ, которое окончил в 1960 году, получив диплом с отличием.
После разоблачения культа личности он превратился из ссыльного сельского учителя в секретаря Борского райкома партии; затем был в обкоме партии и в течение 10 лет — заведующим Куйбышевским сельским, а потом и объединённым областным отделом народного образования. В 1969 году он был назначен руководителем издательства «Просвещение», из которого ушёл в 1993 году.
В 1980 году защитил кандидатскую диссертацию «Структура современного школьного учебника и место в ней внетекстовых компонентов». С 1992 года профессор. Область научных интересов: теория школьного учебника, организация учебного книгоиздания.
Главный редактор издательства «Издательский дом Шалвы Амонашвили» (1998—?).

## Награды
- Орден Трудового Красного Знамени (1986).
- Орден «Знак Почёта» (1966).
- Медаль ордена «За заслуги перед Отечеством» II степени (7 июня 1996 года) — за заслуги перед государством, многолетнюю плодотворную деятельность в области культуры и искусства[2].
- Медаль «За трудовую доблесть».
- Медаль «За доблестный труд в Великой Отечественной войне 1941—1945 гг.».
- Заслуженный учитель школы РСФСР.
- Почётная грамота Президиума Верховного совета Российской Федерации (15 июня 1993 года) — за большой вклад в развитие книгоиздательского дела в России, многолетнюю плодотворную педагогическую деятельность[3].
- Премия Президента Российской Федерации в области образования (1999)[4].
- Знак «Жителю блокадного Ленинграда».

## Семья
У Д. Д. Зуева было три дочери и сын Дмитрий. Внук — Дмитрий Дмитриевич Зуев, оперный певец.